# Fahrtanzeiger

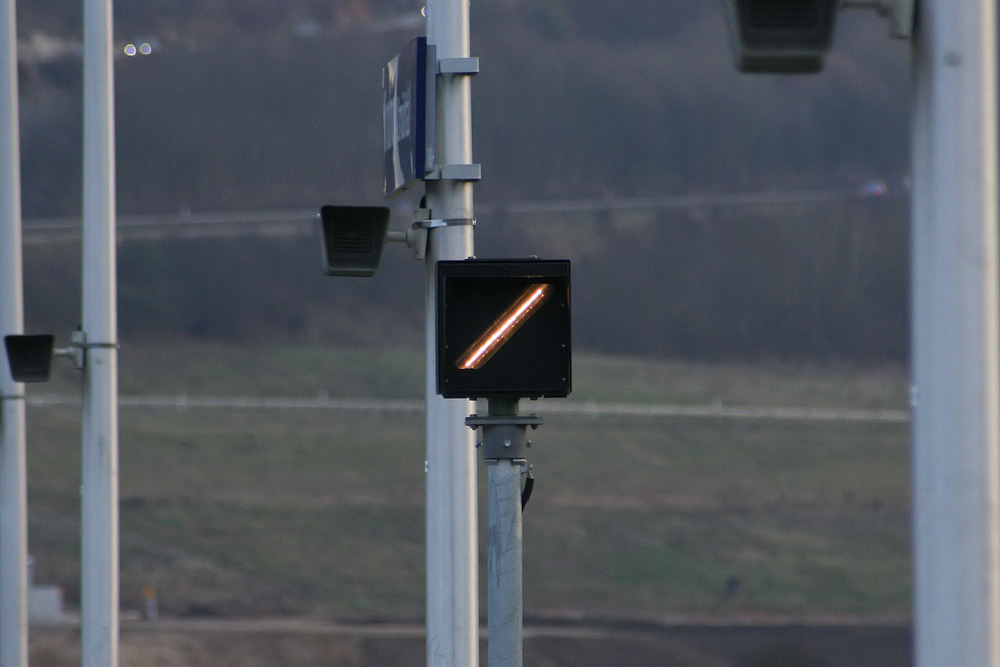
Fahrtanzeiger im Bahnhof Kinding (Altmühltal). Das Ausfahrsignal in Blickrichtung ist auf Fahrt gestellt.

Ein Fahrtanzeiger (auch Signalfahrtanzeiger genannt, Abkürzung SFA) ist ein Lichtzeichen, das sich auf oder an Bahnsteigen befindet. Es zeigt demjenigen, der die Zugaufsicht innehat (i. d. R. der Zugführer) beim Halt in einem Bahnhof an, ob für seinen Zug das Ausfahr- beziehungsweise Zwischensignal auf Fahrt gestellt ist, denn nur in diesem Fall darf er seinem Zug den Abfahrauftrag erteilen. Fahrtanzeiger sind nicht signaltechnisch sicher und kein Eisenbahnsignal im Sinne der Eisenbahn-Signalordnung, sondern lediglich ein Orientierungszeichen.
Der Fahrtanzeiger kann auch als Orientierung für den Triebfahrzeugführer dienen, wenn dieser vom Halteplatz aus die Stellung des Ausfahrsignals nicht erkennen kann. In diesem Fall ist bis zum Erkennen des Hauptsignals mit maximal 40 km/h zu fahren und sicherzustellen, dass der Zug vor dem Signal zum Halt gebracht werden kann, falls es nicht auf Fahrt stehen sollte.
Der Ausdruck „Fahrtanzeiger“ wird oft auch fälschlicherweise für den Zugzielanzeiger verwendet. Dies ist eine Kundeninformationsanzeige am Bahnsteig, die Auskunft über die Abfahrzeit, das Ziel und ggf. Laufweg und Besonderheiten des nächsten Zuges gibt.
Ein ab 2016 in Frankfurt erprobter Fahrtankündiger wurde nicht umgesetzt.
Im Digitalen Knoten Stuttgart soll auf Fahrtanzeiger verzichtet werden. Als Alternativen gelten eine mündliche Verständigung von Triebfahrzeugführer und Zugführer oder eine automatische Information an den Zugführer, wenn bzw. wann voraussichtlich eine ETCS-Fahrterlaubnis anliegt.

## Standorte
Die Zugaufsicht darf einen Zug nur dann abfertigen, wenn sie sehen kann, dass das Signal für den Zug auf Fahrt steht. In vielen Fällen kann sie dazu das Hauptsignal am Bahnsteigende beobachten. Ist für die Zugaufsicht dieses Signal jedoch nicht oder nur schwer zu erkennen, da es entweder verdeckt ist (z. B. wenn das Signal hinter einer Kurve oder nicht auf der Seite des Zuges steht, an dem sich der Bahnsteig befindet) oder zu weit entfernt steht, sind am Bahnsteig Fahrtanzeiger installiert. Durch diese ist es der Zugaufsicht möglich, auf die Stellung des Signals zu schließen, ohne dieses direkt sehen zu können.

## Signalbegriffe
Der Fahrtanzeiger zeigt einen diagonal angeordneten, ausgeleuchteten Streifen bzw. drei ausgeleuchtete Punkte, wenn das Hauptsignal auf Fahrt steht. Steht das Signal auf Halt, ist der Fahrtanzeiger dunkel.
Ein von links unten nach rechts oben steigender, beleuchteter Balken zeigt an, dass die Ausfahrt in der Richtung, in der man auf den Anzeiger sieht, frei ist. Sind drei beleuchtete Punkte zu sehen, die von links oben nach rechts unten fallen, so ist das Signal im Rücken des Betrachters auf Fahrt gestellt.

## Schweiz
In der Schweiz definieren die Fahrdienstvorschriften den sogenannten Fahrtstellungsmelder, der als Analogie zum Fahrtanzeiger angesehen werden kann. Dieser aber zeigt ein völlig anderes Signalbild: in beleuchtetem Zustand ist ein nach oben zeigender orangefarbener oder weißer Pfeil zu sehen.

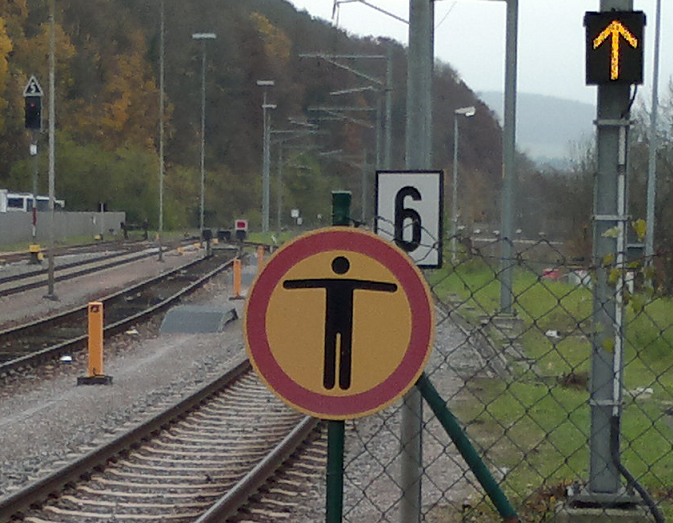
Fahrtstellungsmelder im Bahnhof Waldshut

Da dieses Signal einzig und allein darauf hinweist, dass das Ausfahrsignal einen Fahrbegriff zeigt, darf ein ausfahrender Zug bis zum nächsten Hauptsignal nur mit maximal 40 km/h fahren. Aufgrund der Signaltechnischen Koppelung zwischen Ausfahrsignal und Fahrtstellungsmelder muss kein Halt zeigendes Signal erwartet, jedoch vom tiefsten möglichen Fahrbegriff, Fb2 (Vmax 40 km/h) ausgegangen werden.
Das in Deutschland gültige Signalbild des Fahrtanzeigers hat große Ähnlichkeit mit dem in der Schweiz gültigen Hilfssignal Typ L, dessen Funktion wiederum dem deutschen Vorsichtsignal sehr ähnlich ist.

### Bahnhof Waldshut
Der Fahrtstellungsmelder im Bahnhof Waldshut stellt eine Besonderheit dar: Hier steht ein Schweizer Signal in einem Bahnhof, der sonst den deutschen Signalvorschriften unterliegt.
Der Grund dafür liegt in der besonderen betrieblichen Situation des Gleises 5, wo die Züge vom schweizerischen Koblenz aus einfahren und wenden. Fahrten auf diesem Gleis werden von dort gesteuert.